# デレック・チゾラ
デレク・チゾラ（Dereck Chisora、1983年12月29日 - ）は、イギリスのプロボクサー。

## 来歴
ジンバブエのハラレで生まれ育ち、16歳の時にイギリスのロンドンへ移住した。2010年11月、交際相手の携帯電話を無断で調べ、知らない男からのメールを見つけ暴行を加えたとして懲役12週間、執行猶予2年の有罪判決を受ける。またこの時、以前に治安維持違反、警官への暴行、武器の不法所持などの前科があることが発覚している。

### プロ時代
2007年2月17日にプロデビューを果たし、デビュー戦を2回1分21秒TKOで勝利。
2009年5月22日、ポール・バットリンに8回TKOで勝利するが、試合後テレビのVTRで確認したところ噛み付きの反則行為があったとして、4ヶ月間の出場停止と罰金2500ポンドを言い渡される。
2010年5月15日、ダニー・ウィリアムズに2回1分41秒TKOで勝利してBBBofCヘビー級王座の奪取に成功。
2010年12月11日にウラジミール・クリチコと対戦予定だったが、試合3日前にクリチコが腹筋を痛め2011年4月30日に延期される。結局クリチコはデビッド・ヘイと対戦することを発表し、チゾラとの試合は中止となった。
2011年7月23日、タイソン・フューリーと対戦。12回3-0(112-117×2、111-118)の判定負けで、初黒星を喫した。
2011年12月3日、フィンランドのヘルシンキのハートウォールアリーナでロバート・ヘレニウスとWBAインターコンチネンタルヘビー級王座、WBOインターコンチネンタルヘビー級王座並びに空位のEBUヘビー級王座を賭け対戦し、12回1-2（113-115、113-115、115-113）の判定負けを喫しWBAインターコンチネンタル王座、WBOインターコンチネンタル王座並びにEBU王座の獲得に失敗した。
2012年2月18日、ドイツのミュンヘンで、WBC世界ヘビー級王者ビタリ・クリチコに挑戦。チゾラは前日の計量でクリチコにビンタを張り、試合前のリング上では口に含んでいた水をクリチコの顔に吹きかけるなど激しく挑発した。しかし試合はクリチコが2〜3ラウンドに左肩を痛めてそれ以降はほとんど右手一本で戦ったが、それでもほぼ一方的に試合を支配して、チゾラは12回0-3（110-118、110-118、111-119）の判定で敗れた。
試合翌日の19日、試合の記者会見場で解説として来ていたデビッド・ヘイと乱闘になり、ミュンヘン空港にて暴行容疑でドイツ当局に逮捕される。
2012年2月19日、WBCがチゾラに無期限資格停止処分を下し、ランキングから除外。また感情をコントロールするためのカウンセリングを受けるよう命じた。
2012年3月14日、英国ボクシング管理委員会が事情聴取を行いチゾラのボクシングライセンスを剥奪することを決定する。
2012年7月14日、ロンドンのアップトンパークでデビッド・ヘイと対戦。5回に2度ダウンを奪われ2分59秒TKOで敗れた。英国ボクシング管理委員会は両選手がイギリスでのボクシングライセンスを許可されていないことから試合を行うことを認めなかったが、ルクセンブルク・ボクシング連盟が両選手にボクシングライセンスを与え、イギリス国内で行われる試合にもかかわらず海外のコミッションが選手にライセンスを授与するという「イギリスボクシング界史上初の非合法試合」と騒がれるほど前代未聞の異例な形で試合が行われた。
2013年3月12日、英国ボクシング管理委員会が剥奪から約1年ぶりにチゾラにボクシングライセンスを再発行する。
2013年4月20日、ボクシングライセンス再発行後初試合をロンドンで行い、9回TKOで勝利する。
2014年2月15日、カッパー・ボックス・アリーナでケビン・ジョンソンと対戦、12回3-0（118-109×2、118-110）の大差判定勝利を収める。
2014年7月26日、ウラジミール・クリチコが保持するWBO世界ヘビー級王座への挑戦権を懸けてタイソン・フューリーと対戦予定だったが、試合8日前にアレクサンダー・ウスティノフとスパーリング中に左拳を骨折し欠場となった。
2014年11月22日、エクセル展覧会センターにてWBOランキング4位のタイソン・フューリーとWBO世界ヘビー級王者ウラジミール・クリチコの指名挑戦者決定戦で約3年半ぶりの再戦。試合は観客からブーイングが飛ぶアクションの少ない凡戦かつフューリーのワンサイドゲームとなり、10回TKO負けを喫した。
2016年5月7日、ドイツのハンブルクでIBF世界ヘビー級2位の座を懸けてIBF世界ヘビー級5位のクブラト・プレフと対戦。しかし12回1-2（112-116、110-118、115-113）の判定負けを喫した。
2017年8月31日、ザウアーランド・イベントを離脱した。
2017年9月、エディー・ハーンが率いるマッチルーム・スポーツと契約。
2020年5月23日、オレクサンドル・ウシクと対戦が決まっていたが新型コロナウイルスの影響で試合延期になった。その後、2020年10月31日にウェンブリー・アリーナでウシクと対戦するが、12回3-0（113-115×2、112-117）の判定負けを喫した。
2021年5月1日、マンチェスター・アリーナでジョセフ・パーカーとWBOインターコンチネンタルヘビー級王座決定戦を行い、1回開始早々パーカーからダウンを奪うが、12回1-2（113-115、115-113、111-116）の判定負けを喫し王座返り咲きに失敗した。
2021年12月18日、マンチェスター・アリーナでWBOインターコンチネンタルヘビー級王者のジョセフ・パーカーと再戦し、12回0-3（112-114、111-115、110-115）の判定負けを喫した。
2022年7月9日、ロンドンのO2アリーナでクブラト・プレフとWBAインターナショナルヘビー級王座決定戦を行い、12回2-1（112-116、116-114、116-112）の判定勝ちを収め、王座返り咲きに成功すると共に6年前の雪辱を果たした。
2022年12月3日、ロンドンのトッテナム・ホットスパー・スタジアムにてWBC世界ヘビー級王者のタイソン・フューリーと3度目の再戦に臨むが、前回同様フューリーのワンサイドゲームとなり10回2分51秒TKO負け。王座獲得に失敗した。
2024年7月27日、O2アリーナでジョー・ジョイスと対戦し、10回判定勝ちを収めた。
2025年2月8日、マンチェスターのCo-op LiveでIBF世界ヘビー級12位のオットー・ヴァリンとIBF世界同級2位決定戦を行い、チゾラのイギリスでの最後の試合と銘打ち1万3000人の観衆が詰めかけた試合は12回3-0（117-119、114-112、116-110）の判定勝ちを収めた。試合発表当初はジャレル・ミラーと対戦する予定だったが、ミラーが自身のプロモーターであるドミトリー・サリタと対立した影響により欠場したため、ヴァリンが代役で出場することとなった。

## 私生活
チゾラは結婚しており、2人の子供がいる。
政治的にはボリス・ジョンソン元首相と保守党の支持者であり、2022年7月のクーブラト・プーレフとの再戦の計量中にジョンソンの顔のマスクを着用し、退任する首相を賞賛した。

## 戦績
- プロボクシング：49戦 36勝 (23KO) 13敗

| 戦           | 日付           | 勝敗 | 時間     | 内容    | 対戦相手                     | 国籍                     | 備考                                                                                         |
| ------------ | -------------- | ---- | -------- | ------- | ---------------------------- | ------------------------ | -------------------------------------------------------------------------------------------- |
| 1            | 2007年2月17日  | ☆    | 2R 1:21  | TKO     | イシュトバーン・ケクスケズ   | ハンガリー               | プロデビュー戦                                                                               |
| 2            | 2007年4月7日   | ☆    | 4R       | 判定    | トニー・ブース               | イギリス                 |                                                                                              |
| 3            | 2007年10月13日 | ☆    | 4R       | 判定    | ダレン・モーガン             | イギリス                 |                                                                                              |
| 4            | 2008年1月12日  | ☆    | 4R       | 判定    | ポール・バットリン           | イギリス                 |                                                                                              |
| 5            | 2008年6月14日  | ☆    | 6R 2:34  | TKO     | サム・セクストン             | イギリス                 |                                                                                              |
| 6            | 2008年9月12日  | ☆    | 6R 3:00  | TKO     | ショーン・マクリーン         | アメリカ合衆国           |                                                                                              |
| 7            | 2008年9月26日  | ☆    | 3R 2:45  | TKO     | リー・スウェイビー           | イギリス                 |                                                                                              |
| 8            | 2008年12月6日  | ☆    | 2R終了   | TKO     | ニール・シンプソン           | イギリス                 |                                                                                              |
| 9            | 2009年1月30日  | ☆    | 8R       | 判定    | ダニイル・ペレチャッコ       | ロシア                   |                                                                                              |
| 10           | 2009年5月22日  | ☆    | 8R       | 判定    | ポール・バットリン           | イギリス                 |                                                                                              |
| 11           | 2009年10月9日  | ☆    | 3R 2:20  | TKO     | ズラブ・ノニアシュビリー     | ジョージア               |                                                                                              |
| 12           | 2010年2月13日  | ☆    | 2R 2:13  | TKO     | カール・ベイカー             | イギリス                 | BBBofC英国ヘビー級挑戦者決定戦                                                               |
| 13           | 2010年5月15日  | ☆    | 2R 1:41  | TKO     | ダニー・ウィリアムズ         | ロシア                   | BBBofC英国ヘビー級タイトルマッチ                                                             |
| 14           | 2010年9月18日  | ☆    | 9R 2:53  | TKO     | サム・セクストン             | イギリス                 | BBBofC英国・コモンウェルス英連邦ヘビー級王座統一戦 コモンウェルス英連邦獲得・BBBofC英国防衛1 |
| 15           | 2011年7月23日  | ★    | 12R      | 判定0-3 | タイソン・フューリー         | イギリス                 | BBBofC英国・コモンウェルス英連邦陥落                                                         |
| 16           | 2011年11月11日 | ☆    | 6R       | 判定    | レミディウス・ジオーシズ     | リトアニア               |                                                                                              |
| 17           | 2011年12月3日  | ★    | 12R      | 判定1-2 | ロバート・ヘレニウス         | スウェーデン             | WBA・WBOインターコンチネンタルヘビー級タイトルマッチ EBU欧州ヘビー級王座決定戦               |
| 18           | 2012年2月18日  | ★    | 12R      | 判定0-3 | ビタリ・クリチコ             | ウクライナ               | WBC世界ヘビー級タイトルマッチ                                                                |
| 19           | 2012年7月14日  | ★    | 5R 2:59  | TKO     | デビッド・ヘイ               | イギリス                 | WBAインターコンチネンタル・WBOインターナショナルヘビー級王座決定戦                           |
| 20           | 2013年4月20日  | ☆    | 9R 2:49  | TKO     | ヘクター・アルフレド・アビラ | アルゼンチン             |                                                                                              |
| 21           | 2013年7月20日  | ☆    | 6R 2:56  | TKO     | マリク・スコット             | アメリカ合衆国           | WBOインターナショナルヘビー級王座決定戦                                                      |
| 22           | 2013年9月21日  | ☆    | 5R 2:50  | TKO     | エドモンド・ガーバー         | カザフスタン             | EBU欧州ヘビー級王座決定戦                                                                    |
| 23           | 2013年11月30日 | ☆    | 3R 2:25  | TKO     | オンドレイ・パーラ           | チェコ                   | WBAインターナショナルヘビー級王座決定戦 WBOインターナショナル防衛1                           |
| 24           | 2014年2月15日  | ☆    | 12R      | 判定3-0 | ケビン・ジョンソン           | アメリカ合衆国           | WBOインターナショナル防衛2・WBAインターナショナル防衛1→返上                                  |
| 25           | 2014年11月29日 | ★    | 10R終了  | TKO     | タイソン・フューリー         | イギリス                 | BBBofC英国ヘビー級王座決定戦 EBU欧州・WBOインターナショナル陥落                              |
| 26           | 2015年7月24日  | ☆    | 1R 0:29  | KO      | ベカ・ロブジャニーゼ         | ジョージア               |                                                                                              |
| 27           | 2015年9月26日  | ☆    | 10R      | 判定    | マルセロ・ルイス・ナシメント | ブラジル                 |                                                                                              |
| 28           | 2015年12月5日  | ☆    | 5R 1:01  | TKO     | ピーター・オルドス           | ハンガリー               |                                                                                              |
| 29           | 2015年12月12日 | ☆    | 3R 2:23  | TKO     | ヤコブ・ゴスピチ             | クロアチア               |                                                                                              |
| 30           | 2016年1月9日   | ☆    | 2R 2:08  | TKO     | アントラージュ・チェメル     | ハンガリー               |                                                                                              |
| 31           | 2016年5月7日   | ★    | 12R      | 判定1-2 | クブラト・プレフ             | ブルガリア               | EBU欧州ヘビー級王座決定戦                                                                    |
| 32           | 2016年9月10日  | ☆    | 2R 1:09  | KO      | ドラジャン・ジャンジャニン   | ボスニア・ヘルツェゴビナ |                                                                                              |
| 33           | 2016年12月10日 | ★    | 12R      | 判定1-2 | ディリアン・ホワイト         | イギリス                 |                                                                                              |
| 34           | 2017年9月30日  | ☆    | 5R 1:20  | TKO     | ロバート・フィリポビッチ     | クロアチア               |                                                                                              |
| 35           | 2017年11月4日  | ★    | 12R      | 判定0-2 | アギット・カバエル           | ドイツ                   | EBU欧州ヘビー級タイトルマッチ                                                                |
| 36           | 2018年3月24日  | ☆    | 2R 2:12  | TKO     | ザカリア・アゾウジ           | ブラジル                 |                                                                                              |
| 37           | 2018年7月28日  | ☆    | 8R 1:01  | TKO     | カルロス・タカム             | カメルーン               | WBAインターナショナルヘビー級王座決定戦                                                      |
| 38           | 2018年12月22日 | ★    | 11R 1:56 | KO      | ディリアン・ホワイト         | イギリス                 | WBCシルバー・WBOインターナショナルヘビー級タイトルマッチ                                     |
| 39           | 2019年4月20日  | ☆    | 10R      | 判定3-0 | セナド・ガシ                 | ドイツ                   |                                                                                              |
| 40           | 2019年7月20日  | ☆    | 2R 1:01  | KO      | アルツール・スピルカ         | ポーランド               |                                                                                              |
| 41           | 2019年10月26日 | ☆    | 4R 2:20  | TKO     | デビッド・プライス           | イギリス                 | WBOインターコンチネンタルヘビー級王座決定戦                                                  |
| 42           | 2020年10月31日 | ★    | 12R      | 判定0-3 | オレクサンドル・ウシク       | ウクライナ               | WBOインターコンチネンタル陥落                                                                |
| 43           | 2021年5月1日   | ★    | 12R      | 判定1-2 | ジョセフ・パーカー           | ニュージーランド         | WBOインターコンチネンタルヘビー級王座決定戦                                                  |
| 44           | 2021年12月18日 | ★    | 12R      | 判定0-3 | ジョセフ・パーカー           | ニュージーランド         | WBOインターコンチネンタルヘビー級タイトルマッチ                                              |
| 45           | 2022年7月9日   | ☆    | 12R      | 判定2-1 | クブラト・プレフ             | ブルガリア               |                                                                                              |
| 46           | 2022年12月3日  | ★    | 10R 2:51 | TKO     | タイソン・フューリー         | イギリス                 | WBC世界ヘビー級タイトルマッチ                                                                |
| 47           | 2023年8月12日  | ☆    | 10R      | 判定3-0 | ジェラルド・ワシントン       | アメリカ合衆国           |                                                                                              |
| 48           | 2024年7月27日  | ☆    | 10R      | 判定3-0 | ジョー・ジョイス             | イギリス                 |                                                                                              |
| 49           | 2025年2月8日   | ☆    | 12R      | 判定3-0 | オットー・ヴァリン           | スウェーデン             | IBF世界ヘビー級2位決定戦                                                                     |
| テンプレート |                |      |          |         |                              |                          |                                                                                              |

## 獲得タイトル
- BBBofC英国ヘビー級王座
- コモンウェルス英連邦ヘビー級王座
- EBU欧州ヘビー級王座
- WBAインターナショナルヘビー級王座
- WBOインターナショナルヘビー級王座
- WBOインターコンチネンタルヘビー級王座

## 脚註
1. ↑  “Chisora being treated badly”.   NewsDay Zimbabwe (2012年3月3日). 2014年2月15日閲覧。
2. ↑  “Boxer Dereck Chisora guilty of assaulting girlfriend”.   BBC (2010年11月10日). 2014年2月15日閲覧。
3. ↑  “BOXING: Chisora banned for biting”.   Teletext Ltd. 2009年6月7日時点のオリジナルよりアーカイブ。2014年2月15日閲覧。
4. ↑  Helenius Grabs Controversial Split Decision Over Chisora Boxing Scene.com 2011年12月3日
5. ↑  “試合後の会見場でヘビー級ボクサー2人が乱闘騒ぎ”.   AFPBB News (2012年2月20日). 2014年2月15日閲覧。
6. ↑  “チソラに無期限の出場停止処分、WBC”.   AFPBB News (2012年2月29日). 2014年2月15日閲覧。
7. ↑  “Dereck Chisora has boxing licence withdrawn by British authority”.   BBC Sport (2012年3月14日). 2014年2月15日閲覧。
8. ↑  “ヘイが因縁の対決でチソラに勝利”.   AFPBB News (2012年7月14日). 2014年2月15日閲覧。
9. ↑  “Fury-Chisora II postponed”.   ESPN.com (2014年7月21日). 2014年7月22日閲覧。
10. ↑  “Tyson Fury pounds Dereck Chisora”.   ESPN.com (2014年11月29日). 2014年11月30日閲覧。
11. ↑  ヒューリーTKOでチゾラを返り討ち Boxing News（ボクシングニュース） 2014年11月30日
12. ↑  “Notes: Pulev-Chisora eliminator finds U.S. TV home”.   ESPN.com (2016年5月2日). 2016年5月14日閲覧。
13. ↑  “Dereck Chisora splits with Sauerland Promotion”.   BAD LEFT HOOK (2017年8月31日). 2017年9月2日閲覧。
14. ↑  “Dereck Chisora to face TBD opponent Sept. 30, due to challenge Agit Kabayel after that”.   ESPN.com (2017年9月21日). 2017年10月26日閲覧。
15. ↑  “Whyte-Povetkin, Usyk-Chisora Cards Pushed Back Due To COVID-19”.   Boxing Scene.com (2020年3月30日). 2020年5月11日閲覧。
16. ↑  “Chisora vs Pulev 2 full fight video highlights and results: Derek Chisora wins split decision over Kubrat Pulev in rugged rematch”. SB Nation. (2022年7月9日) 2022年7月9日閲覧。
17. ↑  “https://www.boxingscene.com/tyson-fury-beats-down-derek-chisora-stops-him-tenth-trilogy--170904”.   Boxingscene. 2022年12月4日閲覧。
18. ↑  “Derek Chisora battles through blood to defeat Otto Wallin in his UK swansong”.   Boxing Scene.com (2025年2月8日). 2025年2月9日閲覧。
19. ↑  “Derek Chisora wears Boris Johnson mask and Kubrat Pulev tries to break Eddie Hearn's arm” (英語). talkSPORT (2022年7月8日). 2022年9月11日閲覧。